# Сапега, Юзеф (1737)
Князь Юзеф Сапега (пол. Józef Sapieha, июнь 1737 — 10 января 1792, Ляховцы) — государственный и военный деятель Великого княжества Литовского, гусарский полковник (1758—1774), кравчий великий литовский (1766—1784), генеральный региментарий Барской конфедерации в Литве, маршалок Волковысского повета в Барской конфедерации.

## Биография
Представитель коденской линии литовского магнатского рода Сапег герба «Лис». Второй сын воеводы мстиславского Игнацы Сапеги (до 1721—1758) и Анны Красицкой (1707—1751). Имел братьев Яна, Франциска Ксаверия и Каетана Михаила.
В 1752-1758 годах учился в пиаристской коллегии в Варшаве. В 1758 году получил чин гусарской полковника, в том же году был избран послом на сейм. С 1763 года был сторонником партии великого гетмана литовского Михаила Казимира Радзивилла Рыбоньки. 7 мая 1764 года подписался под манифестом, выступив против пребывания русских войск на территории Речи Посполитой. В декабре 1766 года по протекции своего тестя, воеводы новогрудского, князя Юзефа Александра Яблоновского, получил должность кравчего великого литовского.
С июля 1769 года Юзеф Сапега принимал активное участие в создании в Великом княжестве Литовском Барской конфедерации. 5 августа 1769 года был избран генеральным региментарием (главнокомандующим) литовских войск, участвовавших в конфедерации. Под давлением русских войск вынужден был отступить в Пруссию, назначив командиром литовских конфедератов неопытного младшего брата Каетана Михаила Сапегу. В 1770 году на несколько месяцев отказался от политической деятельности, находился в Гданьске у своего двоюродного брата, епископа вармийского Игнацы Красицкого. Обвиняемый в трусости и бездеятельности, не отказался от командования. Несмотря на свои заявления, не вернулся в Литву и путешествовал по Европе, побывал в Цешине и Дрездене.
В ноябре 1771 году между кравчим великим литовским Юзефом Сапегой и гетманом великим литовским Михаилом Казимиром Огинским произошёл спор о главенстве над практически не существующей армией конфедератов в Литве. В результате спора они оба были признаны командующими литовскими конфедератами, а фактически отрядами конфедератов в ВКЛ командовал Шимон Коссаковский. 13 марта 1772 года попытался прорваться к осажденному королевскому замку Вавелю, но не смог ничего сделать.
После поражения Барской конфедерации (1772) Юзеф Сапега вместе с женой Теофилой уехал во Францию. В последующие годы супруги проживали в Страсбурге и Париже. Часть имений в Польше им удалось спасти и передать своему сыну Александру Сапеге. В 1774 году Юзеф Сапега продал чин гусарского полковника своему племяннику Казимиру Нестору Сапеге.
В 1777 году Юзеф Сапега вернулся на родину, а его жена на некоторое время оставалось во Франции. В 1784 году, чтобы расплатиться с долгами, продал должность кравчего великого литовского.
10 января 1792 года Юзеф Сапега скончался в Ляховцах.

## Семья
В 1766 году Юзеф Сапега женился на княгине Теофиле Яблоновской (1743—1816), дочери воеводы новогрудского князя Юзефа Александра Яблоновского (1711—1777) и Каролины Терезы Радзивилл (1707—1765). Дети:
- Александр Антоний (1773—1812), мечник Варшавского герцогства, камергер и адъютант французского императора Наполеона Бонапарта.